# Sommer-Universiade 2013
Die Sommer-Universiade 2013, offiziell XXVII. Sommer-Universiade, wurde in der russischen Stadt Kasan vom 6. Juli bis 17. Juli ausgetragen.
Russland errang vor China und Japan die meisten Medaillen, Deutschland belegte den 14. Platz, Österreich den 38. Platz und die Schweiz den 60. Platz im Medaillenspiegel.

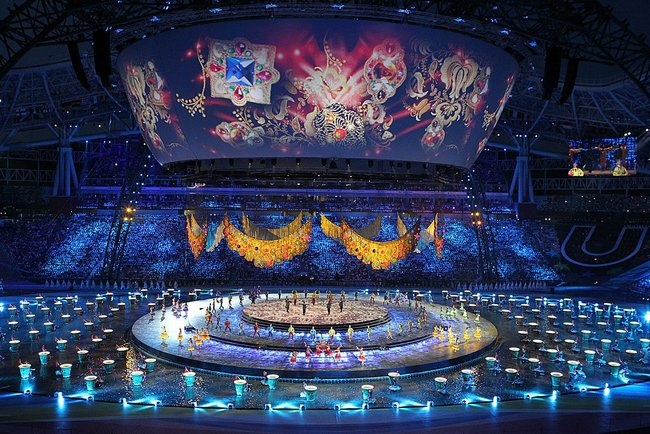
Eröffnungsfeier

## Wettkampfstätten

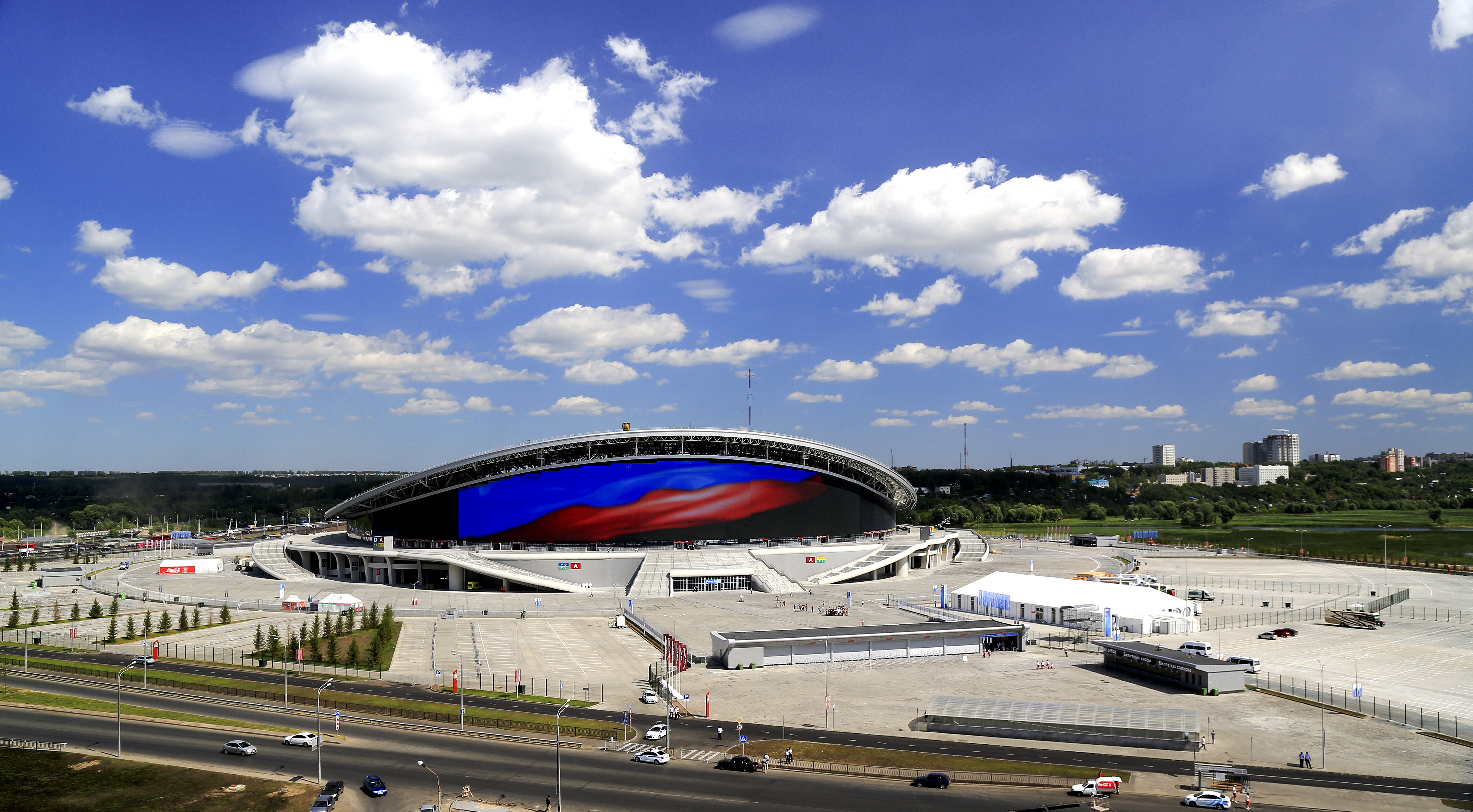
Kasan-Arena

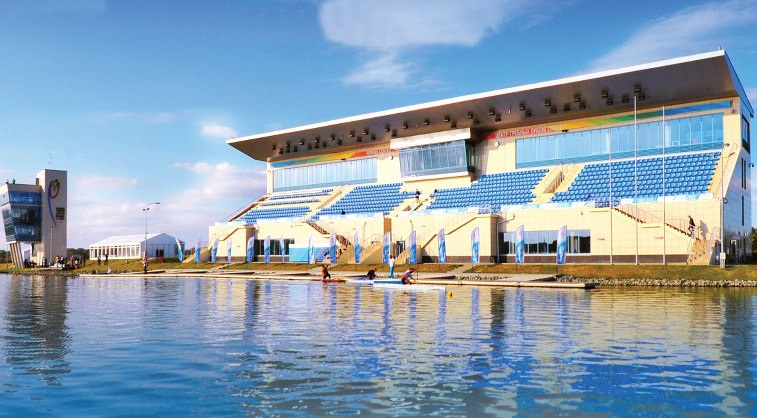
Rowing Centre

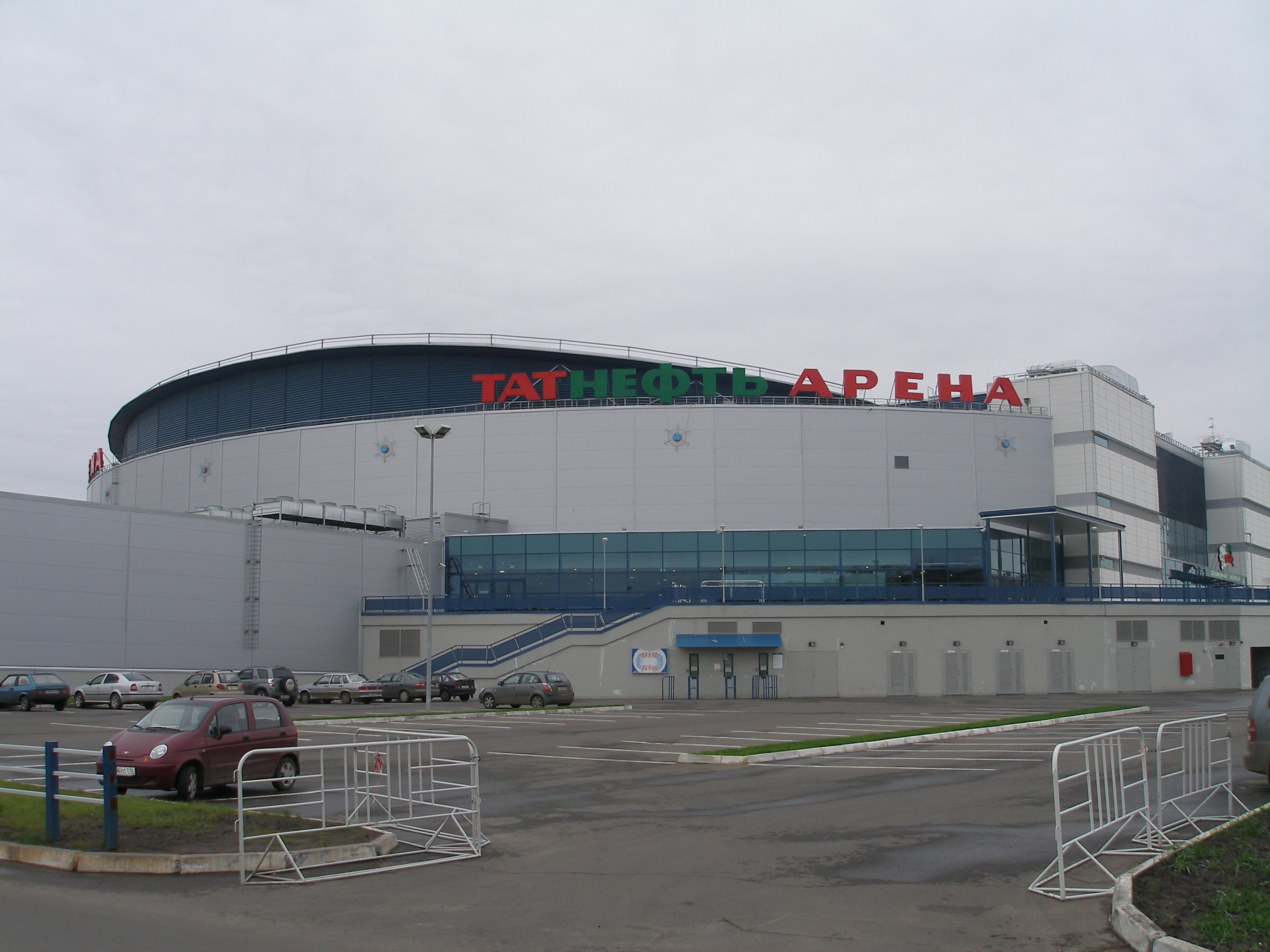
Tatneft Arena

Die Universiade wird in 64 verschiedenen Sportstätten in Kasan und Umgebung ausgetragen, 30 Sportstätten wurden extra für die Universiade gebaut.
| Sportstätte                          | Sportart                                     | Kapazität     | Eröffnung |
| ------------------------------------ | -------------------------------------------- | ------------- | --------- |
| Kasan-Arena                          | Eröffnungs- und Schlussfeier                 | 45.000        | 2013      |
| Zentralstadion                       | Leichtathletik                               | 26.920        | 1960      |
| Tatneft-Arena                        | Judo, Sambo                                  | 10.000        | 2005      |
| Rubin Stadium                        | Fußball                                      | 10.000        | 1978      |
| Basketballhalle Kasan                | Basketball                                   | 8219          | 2003      |
| Raketa Stadium                       | Fußball                                      | 7500          | 2000      |
| Tennis Academy                       | Tennis, Badminton                            | 7200          | 2010      |
| Kazan Equestrian Complex             | Schach                                       | 6000          | 2005      |
| Saint Petersburg Volleyball Centre   | Volleyball                                   | 5166          | 2010      |
| Trudovye Rezervy Stadium             | Fußball                                      | 5017          | 2008      |
| Sport Palace                         | Tischtennis                                  | 3523 und 1100 | 1966      |
| Aquatics Palace                      | Schwimmen, Wasserspringen, Synchronschwimmen | 3500          | 2013      |
| Gymnastics Centre                    | Gerätturnen, Rhythmische Sportgymnastik      | 3200          | 2012      |
| Tulpar Stadium                       | 7er-Rugby                                    | 3020          | 2011      |
| Kazanka Beach Volleyball Centre      | Beachvolleyball                              | 2500          | 2013      |
| Ak Bars Wrestling Palace             | Gürtelringen, Ringen                         | 2000          | 2010      |
| Rowing Centre                        | Rudern, Kanu, Schwimmen                      | 1065          | 2011      |
| Boxing Centre                        | Boxen                                        | 1980          | 2011      |
| Olymp Stadium                        | Fußball                                      | 1460          | 2010      |
| Miras Sports Complex                 | Basketball                                   | 1206          | 2010      |
| Bustan Sports Complex                | Volleyball                                   | 1000          | 2010      |
| Field Hockey Centre                  | Hockey                                       | 1000          | 2007      |
| Olymp Swimming Pool                  | Wasserball                                   | 1000          | 2010      |
| Tulpar Sports Complex                | Volleyball                                   | 1000          | 2011      |
| Zilant Sports Complex                | Volleyball                                   | 1000          | 2009      |
| Burevestnik Swimming Pool            | Wasserball                                   | 913           | 2010      |
| Olympiets Sports Complex             | Volleyball                                   | 750           | 2010      |
| Ak Bure Multipurpose Sports Complex  | Gewichtheben                                 | 700           | 2005      |
| Kazan Equestrian Complex Indoor Hall | Fechten                                      | 700           |           |

### Unterbringung

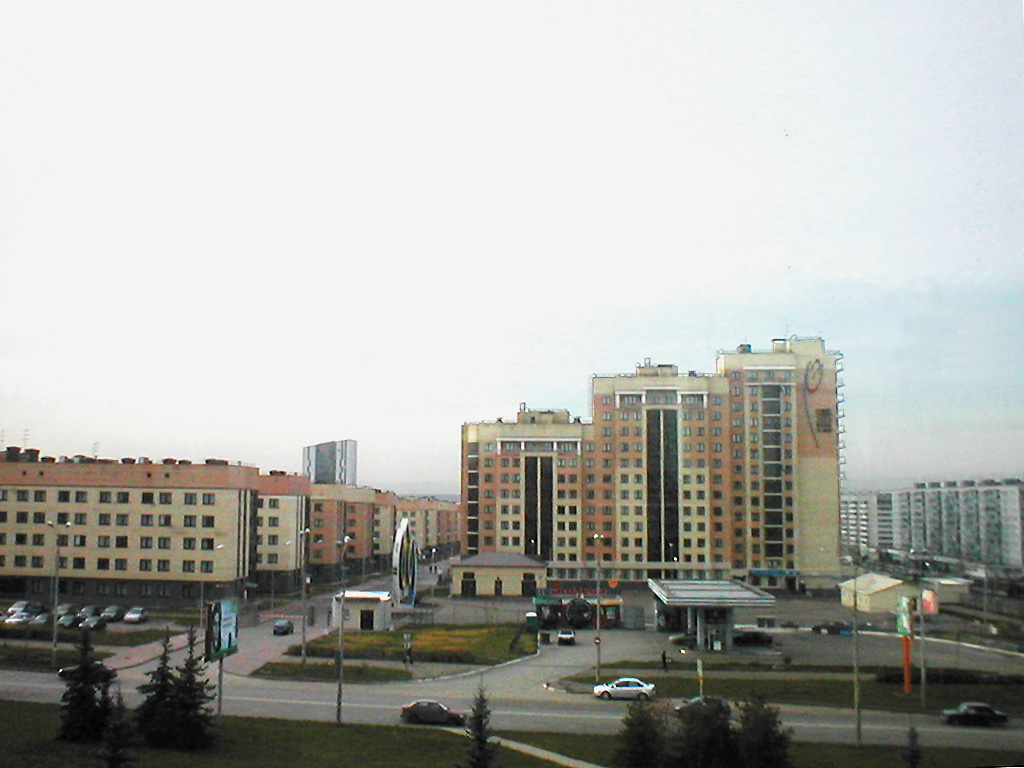
Athletendorf

Im Athletendorf, das zwischen 2009 und 2010 gebaut wurde, wurden während des Anlasses rund 13.000 Athleten und Betreuer beherbergt. Nach dem Ende der Spiele wurde das Dorf zu einem Campus der Staatlichen Universität Kasan und der Volga Region State Academy of Physical Culture, Sports and Tourism.

## Fackellauf
An der Universität Paris-Sorbonne, welche als erste Universität 1923 einen internationalen Universitätssportwettkampf organisierte, wurde die Fackel am 15. Juli 2012 entzündet.
Anschließend führte der Fackellauf während 359 Tagen einmal um die Welt und wird dabei von 2013 Fackelträgern durch 51 Städte getragen.

## Teilnehmende Nationen
Aus 159 Ländern nahmen 11.785 Personen teil, 7.991 Sportlerinnen und Sportler sowie 3.794 Offizielle. Aus Deutschland waren 141 Aktive mit einem Durchschnittsalter von 23,0 Jahren an 152 Entscheidungen beteiligt und errangen 19 Medaillen (4 × Gold, 6 × Silber und 9 × Bronze).
- Ägypten
- Albanien
- Algerien
- Amerikanisch-Samoa
- Amerikanische Jungferninseln
- Andorra
- Angola
- Anguilla
- Argentinien
- Armenien
- Aruba
- Aserbaidschan
- Äthiopien
- Australien
- Bahamas
- Bangladesch
- Barbados
- Belgien
- Benin
- Bermuda
- Bosnien und Herzegowina
- Botswana
- Brasilien
- Bulgarien
- Burkina Faso
- Burundi
- Chile
- Volksrepublik China
- Chinesisch Taipeh
- Costa Rica
- Curaçao
- Dänemark
- Demokratische Republik Kongo
- Deutschland
- Dominikanische Republik
- Dschibuti
- Ecuador
- El Salvador
- Elfenbeinküste
- Estland
- Fidschi
- Finnland
- Frankreich
- Georgien
- Ghana
- Griechenland
- Großbritannien
- Guatemala
- Guinea
- Guinea-Bissau
- Haiti
- Honduras
- Hongkong
- Indien
- Indonesien
- Iran
- Irland
- Island
- Israel
- Italien
- Jamaika
- Japan
- Jordanien
- Kamerun
- Kanada
- Kasachstan
- Katar
- Kenia
- Kirgisistan
- Kolumbien
- Komoren
- Kroatien
- Kuba
- Lesotho
- Lettland
- Libanon
- Liechtenstein
- Litauen
- Luxemburg
- Madagaskar
- Malawi
- Malaysia
- Malediven
- Mali
- Malta
- Nordmazedonien
- Mexiko
- Föderierte Staaten von Mikronesien
- Moldau
- Monaco
- Mongolei
- Montenegro
- Mosambik
- Namibia
- Nepal
- Neuseeland
- Nicaragua
- Niederlande
- Niger
- Nigeria
- Nordkorea
- Norwegen
- Nördliche Marianen
- Oman
- Österreich
- Pakistan
- Palästina
- Panama
- Paraguay
- Peru
- Philippinen
- Polen
- Portugal
- Puerto Rico
- Republik Kongo
- Ruanda
- Rumänien
- Russland
- Sambia
- Samoa
- San Marino
- Schweden
- Schweiz
- Senegal
- Serbien
- Seychellen
- Sierra Leone
- Simbabwe
- Singapur
- Slowakei
- Slowenien
- Somalia
- Spanien
- Sri Lanka
- Südafrika
- Südkorea
- Suriname
- Eswatini
- Syrien
- Tadschikistan
- Tansania
- Thailand
- Togo
- Trinidad und Tobago
- Tschad
- Tschechien
- Tunesien
- Türkei
- Turkmenistan
- Uganda
- Ukraine
- Ungarn
- Uruguay
- Usbekistan
- Venezuela
- Vereinigte Arabische Emirate
- Vereinigte Staaten
- Vietnam
- Belarus
- Zentralafrikanische Republik
- Zypern

## Sportarten und Termine

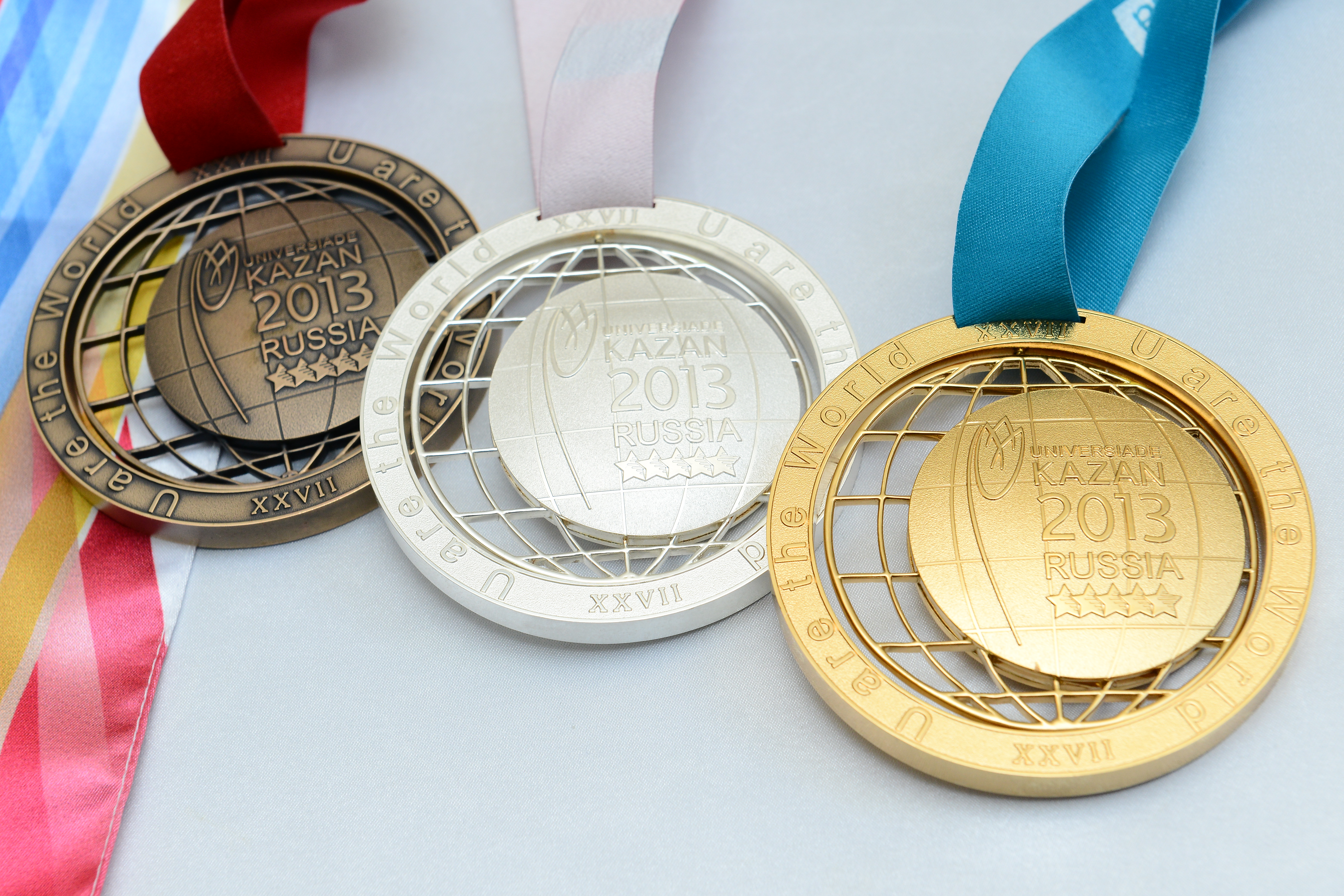
Medaillen

An der Sommer-Universiade 2013 werden Wettkämpfe in 27 Sportarten ausgetragen. Fünf Sportarten (7er-Rugby, Boxen, Gürtelringen, Sambo und Synchronschwimmen) wurden zuvor noch nie an einer Universiade ausgetragen.
- 7er-Rugby
- Badminton
- Basketball
- Beachvolleyball
- Boxen
- Fechten
- Fußball
- Gerätturnen
- Gewichtheben
- Gürtelringen
- Hockey
- Judo
- Kanu
- Leichtathletik
- Rhythmische Sportgymnastik
- Ringen
- Rudern
- Sambo
- Schach
- Schießen
- Schwimmen
- Synchronschwimmen
- Tennis
- Tischtennis
- Volleyball
- Wasserball
- Wasserspringen

Legende zum nachfolgend dargestellten Wettkampfprogramm:
|  | Eröffnungs- und Abschlusszeremonie |  | Qualifikationswettkämpfe | 1 | Finalentscheidungen |

Letzte Spalte: Gesamtanzahl der Entscheidungen in den einzelnen Sportarten
| Zeitplan der Sommer-Universiade (mit Anzahl der Entscheidungen) | Zeitplan der Sommer-Universiade (mit Anzahl der Entscheidungen) | Zeitplan der Sommer-Universiade (mit Anzahl der Entscheidungen) | Zeitplan der Sommer-Universiade (mit Anzahl der Entscheidungen) | Zeitplan der Sommer-Universiade (mit Anzahl der Entscheidungen) | Zeitplan der Sommer-Universiade (mit Anzahl der Entscheidungen) | Zeitplan der Sommer-Universiade (mit Anzahl der Entscheidungen) | Zeitplan der Sommer-Universiade (mit Anzahl der Entscheidungen) | Zeitplan der Sommer-Universiade (mit Anzahl der Entscheidungen) | Zeitplan der Sommer-Universiade (mit Anzahl der Entscheidungen) | Zeitplan der Sommer-Universiade (mit Anzahl der Entscheidungen) | Zeitplan der Sommer-Universiade (mit Anzahl der Entscheidungen) | Zeitplan der Sommer-Universiade (mit Anzahl der Entscheidungen) | Zeitplan der Sommer-Universiade (mit Anzahl der Entscheidungen) | Zeitplan der Sommer-Universiade (mit Anzahl der Entscheidungen) |
| Juli                                                            | 5. Fr                                                           | 6. Sa                                                           | 7. So                                                           | 8. Mo                                                           | 9. Di                                                           | 10. Mi                                                          | 11. Do                                                          | 12. Fr                                                          | 13. Sa                                                          | 14. So                                                          | 15. Mo                                                          | 16. Di                                                          | 17. Mi                                                          | Gesamt                                                          |
| --------------------------------------------------------------- | --------------------------------------------------------------- | --------------------------------------------------------------- | --------------------------------------------------------------- | --------------------------------------------------------------- | --------------------------------------------------------------- | --------------------------------------------------------------- | --------------------------------------------------------------- | --------------------------------------------------------------- | --------------------------------------------------------------- | --------------------------------------------------------------- | --------------------------------------------------------------- | --------------------------------------------------------------- | --------------------------------------------------------------- | --------------------------------------------------------------- |
| Eröffnung                                                       |                                                                 |                                                                 |                                                                 |                                                                 |                                                                 |                                                                 |                                                                 |                                                                 |                                                                 |                                                                 |                                                                 |                                                                 |                                                                 |                                                                 |
| 7er-Rugby                                                       |                                                                 |                                                                 |                                                                 |                                                                 |                                                                 |                                                                 |                                                                 |                                                                 |                                                                 |                                                                 |                                                                 |                                                                 | 2                                                               | 2                                                               |
| Badminton                                                       |                                                                 |                                                                 | 1                                                               |                                                                 |                                                                 |                                                                 | 5                                                               |                                                                 |                                                                 |                                                                 |                                                                 |                                                                 |                                                                 | 6                                                               |
| Basketball                                                      |                                                                 |                                                                 |                                                                 |                                                                 |                                                                 |                                                                 |                                                                 |                                                                 |                                                                 |                                                                 | 1                                                               | 1                                                               |                                                                 | 2                                                               |
| Beachvolleyball                                                 |                                                                 |                                                                 |                                                                 |                                                                 |                                                                 |                                                                 |                                                                 | 1                                                               | 1                                                               |                                                                 |                                                                 |                                                                 |                                                                 | 2                                                               |
| Boxen                                                           |                                                                 |                                                                 |                                                                 |                                                                 |                                                                 | 10                                                              |                                                                 |                                                                 |                                                                 |                                                                 |                                                                 |                                                                 |                                                                 | 10                                                              |
| Fechten                                                         |                                                                 |                                                                 | 2                                                               | 2                                                               | 2                                                               | 2                                                               | 2                                                               | 2                                                               |                                                                 |                                                                 |                                                                 |                                                                 |                                                                 | 12                                                              |
| Fußball                                                         |                                                                 |                                                                 |                                                                 |                                                                 |                                                                 |                                                                 |                                                                 |                                                                 |                                                                 |                                                                 | 1                                                               | 1                                                               |                                                                 | 2                                                               |
| Gerätturnen                                                     |                                                                 |                                                                 | 1                                                               | 1                                                               | 2                                                               | 10                                                              |                                                                 |                                                                 |                                                                 |                                                                 | 2                                                               | 6                                                               |                                                                 | 22                                                              |
| Gewichtheben                                                    |                                                                 |                                                                 | 3                                                               | 2                                                               | 2                                                               | 2                                                               | 3                                                               | 3                                                               |                                                                 |                                                                 |                                                                 |                                                                 |                                                                 | 15                                                              |
| Gürtelringen                                                    |                                                                 |                                                                 | 7                                                               | 5                                                               | 7                                                               |                                                                 |                                                                 |                                                                 |                                                                 |                                                                 |                                                                 |                                                                 |                                                                 | 19                                                              |
| Hockey                                                          |                                                                 |                                                                 |                                                                 |                                                                 |                                                                 |                                                                 |                                                                 |                                                                 |                                                                 | 1                                                               | 1                                                               |                                                                 |                                                                 | 2                                                               |
| Judo                                                            |                                                                 |                                                                 | 4                                                               | 4                                                               | 4                                                               | 4                                                               | 2                                                               |                                                                 |                                                                 |                                                                 |                                                                 |                                                                 |                                                                 | 18                                                              |
| Kanu                                                            |                                                                 |                                                                 |                                                                 |                                                                 |                                                                 |                                                                 |                                                                 |                                                                 |                                                                 | 6                                                               | 18                                                              |                                                                 |                                                                 | 24                                                              |
| Leichtathletik                                                  |                                                                 |                                                                 | 2                                                               | 6                                                               | 11                                                              | 10                                                              | 7                                                               | 14                                                              |                                                                 |                                                                 |                                                                 |                                                                 |                                                                 | 50                                                              |
| Ringen                                                          |                                                                 |                                                                 |                                                                 |                                                                 |                                                                 |                                                                 | 4                                                               | 3                                                               | 4                                                               | 3                                                               | 4                                                               | 3                                                               |                                                                 | 21                                                              |
| Rudern                                                          |                                                                 |                                                                 | 5                                                               | 8                                                               |                                                                 |                                                                 |                                                                 |                                                                 |                                                                 |                                                                 |                                                                 |                                                                 |                                                                 | 13                                                              |
| Sambo                                                           |                                                                 |                                                                 |                                                                 |                                                                 |                                                                 |                                                                 |                                                                 |                                                                 |                                                                 | 6                                                               | 6                                                               | 6                                                               |                                                                 | 18                                                              |
| Schach                                                          |                                                                 |                                                                 |                                                                 |                                                                 |                                                                 |                                                                 |                                                                 |                                                                 |                                                                 |                                                                 | 3                                                               |                                                                 |                                                                 | 3                                                               |
| Schießen                                                        |                                                                 |                                                                 |                                                                 |                                                                 |                                                                 |                                                                 |                                                                 | 6                                                               | 4                                                               | 4                                                               | 8                                                               | 8                                                               | 4                                                               | 34                                                              |
| Schwimmen                                                       |                                                                 |                                                                 |                                                                 |                                                                 |                                                                 | 4                                                               | 5                                                               | 5                                                               | 7                                                               | 4                                                               | 7                                                               | 8                                                               | 2                                                               | 42                                                              |
| Synchronschwimmen                                               |                                                                 |                                                                 |                                                                 | 2                                                               | 2                                                               |                                                                 |                                                                 |                                                                 |                                                                 |                                                                 |                                                                 |                                                                 |                                                                 | 42                                                              |
| Tennis                                                          |                                                                 |                                                                 |                                                                 |                                                                 |                                                                 |                                                                 |                                                                 |                                                                 |                                                                 |                                                                 | 2                                                               | 5                                                               |                                                                 | 7                                                               |
| Tischtennis                                                     |                                                                 |                                                                 |                                                                 |                                                                 |                                                                 |                                                                 |                                                                 | 2                                                               | 1                                                               | 2                                                               | 2                                                               |                                                                 |                                                                 | 7                                                               |
| Volleyball                                                      |                                                                 |                                                                 |                                                                 |                                                                 |                                                                 |                                                                 |                                                                 |                                                                 |                                                                 |                                                                 | 1                                                               | 1                                                               |                                                                 | 2                                                               |
| Wasserball                                                      |                                                                 |                                                                 |                                                                 |                                                                 |                                                                 |                                                                 |                                                                 |                                                                 |                                                                 |                                                                 |                                                                 | 1                                                               | 1                                                               | 2                                                               |
| Wasserspringen                                                  |                                                                 |                                                                 | 2                                                               | 2                                                               |                                                                 | 2                                                               | 2                                                               | 4                                                               |                                                                 |                                                                 |                                                                 |                                                                 |                                                                 | 12                                                              |
| Abschluss                                                       |                                                                 |                                                                 |                                                                 |                                                                 |                                                                 |                                                                 |                                                                 |                                                                 |                                                                 |                                                                 |                                                                 |                                                                 |                                                                 |                                                                 |
| Medaillenentscheidungen                                         |                                                                 |                                                                 | 27                                                              | 32                                                              | 30                                                              | 44                                                              | 30                                                              | 40                                                              | 17                                                              | 26                                                              | 56                                                              | 40                                                              | 9                                                               | 351                                                             |
| Juli                                                            | 5. Fr                                                           | 6. Sa                                                           | 7. So                                                           | 8. Mo                                                           | 9. Di                                                           | 10. Mi                                                          | 11. Do                                                          | 12. Fr                                                          | 13. Sa                                                          | 14. So                                                          | 15. Mo                                                          | 16. Di                                                          | 17. Mi                                                          | Gesamt                                                          |

## Medaillenspiegel
| Platz | Land                         | Gold | Silber | Bronze | Gesamt |
| ----- | ---------------------------- | ---- | ------ | ------ | ------ |
| 1     | Russland                     | 155  | 75     | 62     | 292    |
| 2     | Volksrepublik China          | 26   | 29     | 22     | 77     |
| 3     | Japan                        | 24   | 28     | 32     | 84     |
| 4     | Südkorea                     | 17   | 12     | 12     | 41     |
| 5     | Belarus                      | 13   | 13     | 14     | 40     |
| 6     | Ukraine                      | 12   | 29     | 36     | 77     |
| 7     | Vereinigte Staaten           | 11   | 14     | 15     | 40     |
| 8     | Südafrika                    | 7    | 3      | 4      | 14     |
| 9     | Italien                      | 6    | 17     | 21     | 44     |
| 10    | Australien                   | 6    | 4      | 6      | 16     |
| 11    | Litauen                      | 6    | 1      | 3      | 10     |
| 12    | Polen                        | 5    | 9      | 16     | 30     |
| 13    | Frankreich                   | 5    | 9      | 12     | 26     |
| 14    | Deutschland                  | 4    | 6      | 9      | 19     |
| 15    | Aserbaidschan                | 4    | 5      | 7      | 16     |
| 16    | Chinesisch Taipeh            | 4    | 4      | 7      | 15     |
| 17    | Brasilien                    | 4    | 3      | 4      | 11     |
| 18    | Ungarn                       | 4    | 2      | 9      | 15     |
| 19    | Kasachstan                   | 3    | 11     | 16     | 30     |
| 20    | Mongolei                     | 3    | 6      | 16     | 25     |
| 21    | Tschechien                   | 3    | 6      | 7      | 16     |
| 22    | Usbekistan                   | 2    | 7      | 10     | 19     |
| 23    | Thailand                     | 2    | 7      | 6      | 15     |
| 24    | Kanada                       | 2    | 5      | 9      | 16     |
| 25    | Turkmenistan                 | 2    | 3      | 9      | 14     |
| 26    | Kirgisistan                  | 2    | 2      | 8      | 12     |
| 27    | Nordkorea                    | 2    | 2      | 2      | 6      |
| 28    | Israel                       | 2    | 1      | 1      | 4      |
| 29    | Türkei                       | 2    | 0      | 5      | 7      |
| 30    | Rumänien                     | 2    | 0      | 4      | 6      |
| 31    | Portugal                     | 2    | 0      | 2      | 4      |
| 32    | Armenien                     | 1    | 5      | 4      | 10     |
| 33    | Iran                         | 1    | 5      | 3      | 9      |
| 34    | Mexiko                       | 1    | 4      | 6      | 11     |
| 35    | Slowakei                     | 1    | 3      | 2      | 6      |
| 36    | Kuba                         | 1    | 2      | 2      | 5      |
| 37    | Vereinigtes Königreich       | 1    | 1      | 4      | 4      |
| 38    | Österreich                   | 1    | 0      | 3      | 4      |
| 39    | Belgien                      | 1    | 0      | 1      | 2      |
| 40    | Botswana                     | 1    | 0      | 0      | 1      |
| 40    | Amerikanische Jungferninseln | 1    | 0      | 0      | 1      |
| 40    | Philippinen                  | 1    | 0      | 0      | 1      |
| 43    | Moldau                       | 0    | 2      | 11     | 13     |
| 44    | Tadschikistan                | 0    | 2      | 3      | 5      |
| 45    | Serbien                      | 0    | 1      | 8      | 9      |
| 46    | Bulgarien                    | 0    | 1      | 3      | 4      |
| 46    | Jamaika                      | 0    | 1      | 3      | 4      |
| 48    | Georgien                     | 0    | 1      | 2      | 3      |
| 48    | Lettland                     | 0    | 1      | 2      | 3      |
| 50    | Argentinien                  | 0    | 1      | 1      | 2      |
| 50    | Spanien                      | 0    | 1      | 1      | 2      |
| 52    | Finnland                     | 0    | 1      | 0      | 1      |
| 52    | Indonesien                   | 0    | 1      | 0      | 1      |
| 52    | Indien                       | 0    | 1      | 0      | 1      |
| 52    | Irland                       | 0    | 1      | 0      | 1      |
| 52    | Kenia                        | 0    | 1      | 0      | 1      |
| 52    | Madagaskar                   | 0    | 1      | 0      | 1      |
| 52    | Senegal                      | 0    | 1      | 0      | 1      |
| 59    | Malaysia                     | 0    | 0      | 3      | 3      |
| 60    | Niederlande                  | 0    | 0      | 2      | 2      |
| 60    | Schweiz                      | 0    | 0      | 2      | 2      |
| 62    | Albanien                     | 0    | 0      | 1      | 1      |
| 62    | Chile                        | 0    | 0      | 1      | 1      |
| 62    | Elfenbeinküste               | 0    | 0      | 1      | 1      |
| 62    | Kroatien                     | 0    | 0      | 1      | 1      |
| 62    | Estland                      | 0    | 0      | 1      | 1      |
| 62    | Griechenland                 | 0    | 0      | 1      | 1      |
| 62    | Neuseeland                   | 0    | 0      | 1      | 1      |
| 62    | Slowenien                    | 0    | 0      | 1      | 1      |
| 62    | Venezuela                    | 0    | 0      | 1      | 1      |
| Total | Total                        | 353  | 351    | 461    | 1165   |

Quelle: